# Ема Д’Арси
Ема Зија Д’Арси (енгл. Emma Zia D'Arcy; Лондон, 27. јун 1992) британски је глумац. Славу стиче улогом у серији Кућа змаја (2022–).

## Приватни живот
Изјашњава се као небинарна особа.

## Филмографија

### Филм
| Година | Српски наслов | Изворни наслов | Улога       | Напомене    |
| ------ | ------------- | -------------- | ----------- | ----------- |
| 2015.  |               |                | снајпериста | кратки филм |
| 2019.  |               |                | Стефани     | кратки филм |
| 2020.  |               |                | Хејзел      |             |
| 2021.  |               |                | Ема Хобдеј  |             |

### Телевизија
| Година | Српски наслов | Изворни наслов | Улога            | Напомене     |
| ------ | ------------- | -------------- | ---------------- | ------------ |
| 2018.  |               |                | Наоми Ричардс    | главна улога |
| 2019.  |               |                | Алма             |              |
| 2020.  |               |                | Сонија Риктер    |              |
| 2020.  |               |                | Астрид           | главна улога |
| 2022–  | Кућа змаја    |                | Ренира Таргарјен | главна улога |

### Музички спотови
| Година | Извођач | Наслов |
| ------ | ------- | ------ |
| 2017.  |         | „”     |